# Пти-Файи
Пети́-Фейи́ (фр. Petit-Failly) — коммуна во французском департаменте Мёрт и Мозель региона Лотарингия. Относится к  кантону Лонгийон.	

## География
Пети-Фейи расположен в  км к северо-западу от Меца и в  км к северо-западу от Нанси. Соседние коммуны: Виллер-ле-Рон на севере, Виллет и Кольме на северо-востоке, Гран-Фейи на юго-востоке, Сен-Жан-ле-Лонгийон на северо-западе.

## История
- На территории коммуны находятся следы галло-романской культуры.
- Коммуна входила в историческую провинцию Барруа.

## Демография
Население коммуны на 2010 год составляло 82 человека.
| 1962 | 1968 | 1975 | 1982 | 1990 | 1999 | 2010 |
| ---- | ---- | ---- | ---- | ---- | ---- | ---- |
| 89   | 70   | 71   | 63   | 64   | 76   | 82   |

## Достопримечательности
- Замок д'Эгремон XVI века, расширен в 1737 году.
- Замок-крепость Фейи, впервые упоминается в 1331 году, сооружена в XIV-XV веках, восстановлена после разрушений 1559 года. Частично перестроена в XVIII веке.
- Церковь Сен-Реми в романском стиле, перестроена в XV веке.